# Halo (glasbena skupina)
Halo je nekdanja koprska rock skupina, ki je obstajala med letoma 1996 in 2004.

## Zgodovina
Skupina Halo je bila ustanovljena leta 1996 v Kopru. Prvo zasedbo so sestavljali kitarist in vokalist Danilo Kocjančič, vokalist in bobnar Tulio Furlanič, kitarist Zdenko Cotič in bas kitarist Jadran Ogrin. V tej zasedbi je skupina posnela in izdala debitantski studijski album Anita ni nikoli..., ki je izšel leta 1997 pri ZKP RTV Slovenija. S skladbo "Anita ni nikoli ..." je skupina leta 1996 sodelovala na Melodijah morja in sonca. Čeprav jim skladba ni prinesla zmage, je postala njihova daleč najbolj znana in popularna skladba. "Anita ni nikoli ..." je leta 1996 prejela Zlatega petelina za najboljšo pop pesem. 1. marca 1997 je skupina z gosti izvedla koncert v Kulturnem centru Izola, ki ga je posnel Radio Koper. Koncert je leta 2003 izšel na zgoščenki z naslovom V živo. Leta 1997 je album Anita ni nikoli ... prejel Zlatega petelina za najboljši pop album in zlatega petelina za najboljšo tonsko realizacijo. Naslednjega leta je skupina ponovno nastopila na Melodijah morja in sonca, tokrat s skladbo "Luna sije".

Danilo Kocjančič je v televizijskem intervjuju leta 1997 povedal: 
"Mislim, da prihajam spet v prvo obdobje, da se s pesmimi, ki jih delamo v ansamblu Halo, kjer smo trije člani Kameleoni, vračam spet v korenine in zapuščam kot avtor popevko oz. pravo pop glasbo in se usmerjam spet v rockerske vode. No, to je drugače odigrano v akustiki, ampak je drugačna glasba."
Leta 1999 je prišlo do sprememb v zasedbi. Skupino je zapustil Tulio Furlanič, ki se je odločil za samostojno kariero, nadomestila pa sta ga vokalist Fredi Poljšak in bobnar Giulio Rosselli. V tej zasedbi je skupina istega leta izdala drugi in zadnji studijski album Kaj je novega ter se s skladbo "Ne vračaj se" tretjič in zadnjič udeležila festivala Melodijah morja in sonca. Leta 2004 je skupina prenehala z delovanjem.

## Nastopi na Melodijah morja in sonca
- 1996: "Anita ni nikoli..."[4]
- 1998: "Luna sije"[8]
- 1999: "Ne vračaj se"[11]

## Zasedba

### 1996 – 1999
- Tulio Furlanič – solo vokal, bobni
- Danilo Kocjančič – ritem kitara, vokal
- Jadran Ogrin – bas kitara, vokal
- Zdenko Cotič – solo kitara, vokal

### 1999 – 2004
- Fredi Poljšak – solo vokal
- Danilo Kocjančič – ritem kitara, vokal
- Jadran Ogrin – bas kitara, vokal
- Zdenko Cotič – solo kitara, vokal
- Giulio Rosselli – bobni

## Diskografija

### Studijska albuma
- Anita ni nikoli... (1997)
- Kaj je novega? (1999)

### Album v živo
- V živo (2003)